# Table d'intégrales
En analyse, l'intégrale définie sur l'intervalle [a, b], d'une fonction intégrable f  s'exprime à l'aide d'une primitive F de f :
{\displaystyle \int _{a}^{b}f(x)\,\mathrm {d} x=\left[F(x)\right]_{a}^{b}{:=}F(b)-F(a).}
Les primitives de la plupart des fonctions qui sont intégrables  ne peuvent être exprimées sous une « forme close » (voir le théorème de Liouville). Toutefois une valeur de certaines intégrales définies de ces fonctions peut parfois être calculée. Quelques valeurs d'intégrales particulières de certaines fonctions sont données ici.

## Liste
- {\displaystyle \int _{0}^{+\infty }{x^{s-1}\mathrm {e} ^{-{\tfrac {x^{\alpha }}{\beta }}}\,\mathrm {d} x}={\frac {\beta ^{s/\alpha }}{\alpha }}\Gamma (s/\alpha )} pour s > 0 et α, β > 0, où Γ est la fonction gamma d'Euler, dont on connait quelques valeurs particulières, comme :
  - Γ(n) = (n – 1)! pour n = 1, 2, 3, …
  - Γ(1/2) = √π (intégrale de Gauss)
  - Γ(3/2) = √π/2

- {\displaystyle \int _{0}^{+\infty }{{\frac {x^{s-1}}{\mathrm {e} ^{x}-1}}\,\mathrm {d} x}=\Gamma (s)\zeta (s)} pour s > 1, où ζ est la fonction zêta de Riemann, dont on connaît aussi quelques valeurs particulières, comme :
  - ζ(2) = π2/6
  - ζ(4) = π4/90
- {\displaystyle \int _{0}^{+\infty }{{\frac {\sin x}{x}}\,\mathrm {d} x}={\frac {\pi }{2}}} (intégrale de Dirichlet)

- {\displaystyle \int _{0}^{1}{{\frac {1}{\sqrt {1-x^{3}}}}\,\mathrm {d} x}={\frac {1}{3}}\mathrm {B} \left({\frac {1}{3}},{\frac {1}{2}}\right)} (intégrale elliptique ; Β est la fonction bêta d'Euler)

- {\displaystyle \int _{0}^{\pi /2}{\ln(\cos x)\,\mathrm {d} x}=\int _{0}^{\pi /2}{\ln(\sin x)\,\mathrm {d} x}=-{\frac {\pi }{2}}\ln(2)} (intégrales d'Euler)

- {\displaystyle \int _{-\infty }^{+\infty }{\cos(x^{2})\,\mathrm {d} x}=\int _{-\infty }^{+\infty }{\sin(x^{2})\,\mathrm {d} x}={\sqrt {\frac {\pi }{2}}}} (intégrales de Fresnel)

- {\displaystyle \int _{0}^{\pi }{\ln(1-2\alpha \cos \,x+\alpha ^{2})\,\mathrm {d} x}={\begin{cases}2\pi \ln |\alpha |&{\text{si }}|\alpha |>1\\0&{\text{si }}|\alpha |\leq 1\end{cases}}} (intégrale de Poisson).

- {\displaystyle \int _{0}^{\pi /2}{\sin ^{n}x\,\mathrm {d} x}=W_{n}} (intégrales de Wallis)

- {\displaystyle {\begin{cases}\int _{0}^{1}x^{-x}\,\mathrm {d} x&=\sum _{n=1}^{\infty }n^{-n}&\approx 1{,}29\\\int _{0}^{1}x^{x}\,\mathrm {d} x&=-\sum _{n=1}^{\infty }(-n)^{-n}&\approx 0{,}78\end{cases}}} (Rêve du deuxième année, attribué à Jean Bernoulli).

- {\displaystyle \int _{0}^{1}{\frac {\ln(1+x)}{1+x^{2}}}\mathrm {d} x={\frac {\pi }{8}}\ln(2)} (intégrale de Serret)
- {\displaystyle \int _{0}^{\infty }{\frac {\mathrm {e} ^{-x}-\mathrm {e} ^{-tx}}{x}}\mathrm {d} x=\ln t} (intégrale de Frullani)

- {\displaystyle \int _{\frac {\pi }{4}}^{\frac {\pi }{2}}\ln(\ln(\tan(x)))\mathrm {d} x={\frac {\pi }{2}}\ln \left[{\sqrt {2\pi }}{\frac {\Gamma \left({\frac {3}{4}}\right)}{\Gamma \left({\frac {1}{4}}\right)}}\right]={\frac {\pi }{4}}\ln \left[{\frac {4\pi ^{3}}{\Gamma \left({\frac {1}{4}}\right)^{4}}}\right]} (intégrale de Vardi)